# اولدندورف (لوه)
اولدندورف (به آلمانی: Oldendorf) یک شهر در آلمان است که در امیلین‌گاسن واقع شده‌است.